# Reedham
Reedham is een civil parish in het bestuurlijke gebied Broadland, in het Engelse graafschap Norfolk met 925 inwoners.